# Aplocheilichthys bukobanus
Aplocheilichthys bukobanus är en fiskart som först beskrevs av Ahl 1924.  Aplocheilichthys bukobanus ingår i släktet Aplocheilichthys och familjen Poeciliidae. IUCN kategoriserar arten globalt som livskraftig. Inga underarter finns listade i Catalogue of Life.